# Euploea saundersii
Euploea saundersii är en fjärilsart som beskrevs av Felder 1865. Euploea saundersii ingår i släktet Euploea och familjen praktfjärilar. Inga underarter finns listade i Catalogue of Life.